# 南澳大利亞州旗
南澳大利亚州旗系基於藍船旗設計而成，但在旗幟右側增加了黃色圓形圖案，圓形圖案內有笛管伯勞圖案。現在的南澳大利亚州旗是在1904年制定並開始使用的。

## 外部連結
- The State Flag of South Australia
- 世界旗帜网（FOTW）的South Australia
- 1870 flag （页面存档备份，存于）